# Criteria for a Black Widow
Criteria for a Black Widow és el setè àlbum d'estudi del grup de thrash metal canadenc Annihilator, publicat l'any 2000.
Després de tres àlbums on el guitarrista Jeff Waters era l'encarregat pràcticament de tocar tots els instruments i cantar, en aquest àlbum va tornar Randy Rampage, cantant del primer àlbum d'Annihilator, l'aclamat Alice in Hell. El bateria de l'àlbum va ser Ray Hartmann.

## Cançons
1. "Bloodbath" (Bates, Waters) – 5:21
2. "Back to the Palace" (Bates, Waters) – 5:34
3. "Punctured" (Bates, Waters) – 5:48
4. "Criteria for a Black Widow" (Waters) – 5:57
5. "Schizos (Are Never Alone) Part III" (Waters) – 5:52
6. "Nothing Left" (Bates, Waters) – 4:51
7. "Loving Sinner" (Waters) – 4:38
8. "Double Dare" (Bates, Waters) – 5:26
9. "Sonic Homicide" (Waters) – 4:28
10. "Mending" (Waters) – 2:46
11. "Loving Sinner" (Waters) – 4:34
12. "Jeff Waters Speaks" (Waters) – 11:57

L'àlbum té dues cançons que es poden considerar segones parts de cançons ja aparegudes en anteriors àlbums d'Annihilator. La cançó "Back to the Palace" és la continuació de la cançó The Fun Palace, apareguda a l'àlbum Never, Neverland, de l'any 1990. La cançó "Schizos (Are Never Alone) Part III" és la continuació de la cançó "Schizos (Are Never Alone), Pts. 1 & 2" apareguda a l'àlbum Alice in Hell.

## Crèdits
- Jeff Waters - Guitarrista, Cantant, Productor, Enginyer, Mesclador
- Randy Rampage - Cantant
- David Scott Davis - Guitarrista
- Russell Bergquist - Baixista
- Ray Hartmann - Bateria
- Mike Rogerson - Enginyer
- Paul Blake - Enginyer
- Craig Waddell - Masterització
- Victor Dezso - Fotografia
- Carol Sirna - Model
- Robert Stefanowicz - Imatge digital
- Ralph Alfonso - Disseny
- Tom Bagley - Disseny, Logo